# Waterfox
Waterfox este un navigator web gratuit și open-source și un fork al Firefox. Acesta susține că este etic și centrat pe utilizator, punând accentul pe performanță și confidențialitate. Există versiuni oficiale Waterfox pentru Windows, macOS, Linux și Android. A fost creat inițial pentru a oferi suport oficial pe 64 de biți, pe vremea când Firefox era disponibil doar pentru sistemele pe 32 de biți.

## Diviziuni

### Waterfox
Waterfox împarte cu Firefox caracteristici și tehnologii de bază precum motorul de navigare Gecko și suportul pentru Firefox Add-ons. De asemenea, este compatibil cu extensiile Google Chrome și Opera. Dezactivează implicit telemetria și Pocket, care sunt prezente în build-urile Firefox. Cu toate acestea, colectează informații tehnice despre dispozitivul utilizatorului pentru a se actualiza corect.

### Waterfox Classic
Waterfox Classic este o versiune a browserului bazată pe o versiune mai veche a motorului Gecko, care suportă capacitățile de add-on XUL și XPCOM moștenite pe care Firefox le-a eliminat în versiunea 57. Este încă parțial întreținut cu remedieri și patch-uri din versiunile Waterfox și Firefox ESR. Cu toate acestea, dezvoltarea sa a fost separată din cauza mai multor modificări aduse de Waterfox, care altfel nu sunt aplicabile.

#### Vulnerabilități
Waterfox Classic are mai multe recomandări de securitate nerezolvate. Dezvoltatorul afirmă că „schimbările între versiuni sunt atât de numeroase între ESR-uri, ceea ce face fuzionarea dificilă, dacă nu imposibilă”.

## Confidențialitate
Exodus Privacy Analysis demonstrează că utilizează următoarele trackere:
- Google Firebase Analytics
- Telemetrie Mozilla
- Rapoarte de eroare Sentry[13]

Potrivit Exodus, acestea sunt aceleași cu trackerele utilizate de Firefox, cu excepția notabilă a platformei de marketing Adjust pe care o utilizează doar Firefox.

## Istoric
Waterfox a fost lansat pentru prima dată de Alex Kontos pe 27 martie 2011 pentru Windows pe 64 de biți. Versiunea pentru Mac a fost introdusă pe 14 mai 2015 cu lansarea versiunii 38.0, versiunea pentru Linux a fost introdusă pe 20 decembrie 2016 cu lansarea versiunii 50.0, iar versiunea pentru Android a fost introdusă pentru prima dată pe 10 octombrie 2017 în versiunea 55.2.2.
Din 22 iulie 2015 până în 12 noiembrie 2015, Waterfox a avut propriul său motor de căutare numit „Storm”, care strângea fonduri pentru caritate și Waterfox. Storm a fost dezvoltat cu peste 2 milioane de lire sterline din finanțarea investitorilor și alimentat de Yahoo! Search.
În decembrie 2019, System1, o companie de publicitate care se prezintă ca fiind axată pe confidențialitate, a achiziționat Waterfox. În iulie 2023, Alex Kontos a anunțat că Waterfox a fost transformat din nou într-un proiect independent.
O versiune Android a navigatorului web a fost disponibilă prin Magazinul Google Play în noiembrie 2023.

### Sigle

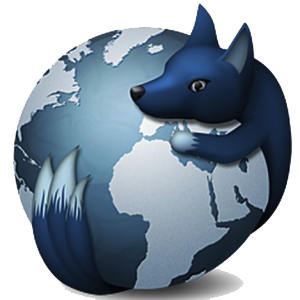
Sigla Waterfox utilizată până în 2015
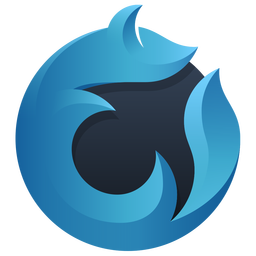
Sigla Waterfox utilizată din 2015 până în martie 2019
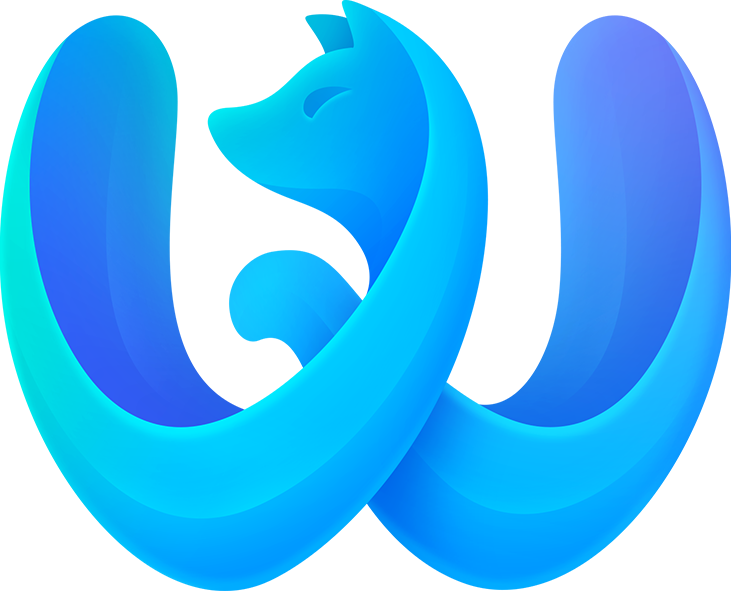
Sigla Waterfox utilizată în perioada martie - iunie 2019
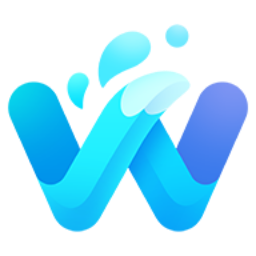
Sigla Waterfox utilizată din mai 2019 până în august 2023
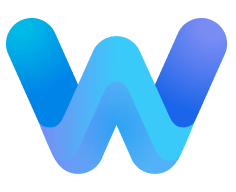
Sigla Waterfox utilizată din august până în septembrie 2023
Sigla Waterfox utilizată din septembrie 2023 până în prezent